# Tourriers
 Tourriers  es una población y comuna francesa, en la región de Poitou-Charentes, departamento de Charente, en el distrito de Angoulême y cantón de Saint-Amant-de-Boixe.

## Demografía
| 409 | 467 | 543 | 584 | 579 | 587 |
| Para los censos de 1962 a 1999 la población legal corresponde a la población sin duplicidades (Fuente: INSEE [Consultar]) |     |     |     |     |     |